# Cámara Oficial de Comercio e Industria de Albacete
La Cámara Oficial de Comercio, Industria y Servicios de Albacete, conocida también como Cámara de Comercio de Albacete,  es una corporación de derecho público fundada el 30 de noviembre de 1899 con sede en la ciudad española de Albacete, en cuyo censo se encuentran todas las personas naturales o jurídicas que ejercen su actividad empresarial en la provincia de Albacete.
La cámara tiene entre sus objetivos fundamentales representar, promover y defender los intereses generales del comercio, la industria y los servicios en el territorio provincial, actuando como órgano consultivo y colaborador con la Administración central, autonómica y local, ofreciendo servicios de información, formación y asesoramiento de las empresas dentro de su demarcación. Además, trata de impulsar el desarrollo económico de su entorno, promocionando las exportaciones.

## Regulación
La Cámara de Comercio e Industria de Albacete se rige por la Ley 3/1993 de 22 de marzo, Básica de las Cámaras Oficiales de Comercio, Industria y Navegación, por la Ley 4/2009, de 15 de octubre, de Cámaras Oficiales de Comercio e Industria de Castilla-La Mancha, y por el Real Decreto-Ley 13-2010, de 3 de diciembre, de las Cámaras Oficiales de Comercio, Industria y Navegación.

## Órganos de gobierno
Los órganos de gobierno de la Cámara de Comercio de Albacete son básicamente los siguientes:
- Pleno: máximo órgano de representación y gobierno que marca las pautas de actuación para la entidad. Formado por 24 miembros de pleno derecho, son elegidos de forma democrática cada cuatro años reflejando diversos sectores económicos de la provincia de Albacete.

- Comité Ejecutivo: es un órgano gestor y de administración de la cámara. Compuesto por siete miembros elegidos por el pleno: presidente, dos vicepresidentes, un tesorero y tres vocales, a los que se suma un representante de la Junta de Comunidades de Castilla-La Mancha como administración tutelante.

- Presidente: elegido por el pleno, ostenta la representación de la Cámara y la presidencia de todos sus órganos colegiados, siendo el responsable de la ejecución de los acuerdos adoptados por los órganos de gobierno.

- Secretario general: órgano unipersonal que asiste a las sesiones del pleno y comité ejecutivo con voz, pero sin voto para velar por la legalidad de sus acuerdos y levantar acta de sus sesiones. Le corresponde la jefatura de personal y la dirección de los servicios de la cámara.

## Servicios
La Cámara de Comercio albaceteña ofrece servicios como los de comercio exterior e interior, asesoría jurídica, información económica, industria y energía, legislación y subvenciones, formación. Además dispone de una Oficina Acelera Pyme donde se realizan labores de sensibilización y apoyo en transformación digital, estando especialmente dirigidas a las pequeñas y medianas empresas, autónomos y emprendedores.

## Viveros de empresas
La Cámara de Albacete posee dos viveros de empresas en la provincia, uno en la localidad de La Roda y otro en Villarrobledo, que gestiona con los ayuntamientos de estas localidades.